# Принц Густав (проток)
Протока Принц Густав (на английски: Prince Gustav Channel) е морски проток, отделящ остров Джеймс Рос на изток и югоизток от полуостров Тринити и Брега Норденшелд на Земя Греъм (част от Антарктическия полуостров) на северозапад и запад, като свързва залива Еребус и Тирър на североизток със северозападната част на море Уедъл на юг, част от Атлантическия сектор на Южния океан. Дължина 130 km, ширина от 6 до 24 km. Бреговата му линия е силно разчленена от множество дълбоко вдаващи се в сушата заливи (Рьос и др.), малки полуострови и острови (Карлсон и др.).
През октомври 1903 г. участниците в шведската антарктическа експедиция, ръководена от Ото Норденшелд, извършва задълбочени географски изследвания в региона, установявана наличието на проток между континента и остров Джеймс Рос и извършва подробна топографска снимка на бреговете му, на базата на която той е детайлно картиран. Ото Норденшелд наименува новооткрития проток в чест на Принц Густав, бъдещият крал на Швеция Густав V (1907 – 1950).